# Saint-Sulpice-de-Pommiers
Saint-Sulpice-de-Pommiers – miejscowość i gmina we Francji, w regionie Nowa Akwitania, w departamencie Żyronda. Nazwa miejscowości pochodzi od imienia św. Sulpicjusza.
Według danych na rok 1990 gminę zamieszkiwało 220 osób, a gęstość zaludnienia wynosiła 22 osób/km² (wśród 2290 gmin Akwitanii Saint-Sulpice-de-Pommiers plasuje się na 957. miejscu pod względem liczby ludności, natomiast pod względem powierzchni na miejscu 1061.).